# Bandera de Tlaxcala
La bandera del estado de Tlaxcala  consiste en dos campos divididos por una franja diagonal de medidas idénticas, con los colores en rojo a partir del asta, en blanco el segundo campo diagonal y al centro, tiene el Escudo del estado, con un diámetro de tres cuartas partes del ancho de dicha franja, y con el texto "EDO. DE TLAXCALA" en la parte inferior del diagonal rojo. Podrá llevar un lazo o corbata de los mismos colores, al pie de la moharra.
El 30 de diciembre de 2016, el Congreso del Estado realiza el acto protocolario de reconocimiento legal de la bandera del Estado de Tlaxcala en el interior del Honorable Congreso del Estado. Tras la firma del delegado en curso que entregó el pendón y fue que colocado en su nicho oficial. Actualmente la bandera tiene uso gubernamental y civil.

## Descripción

### Colores y su significado
Las tonalidades oficiales exactas de la bandera aún no han sido definidas por las leyes del gobierno de Tlaxcala, pero se sugiere usar las siguientes de acuerdo al sistema Pantone. Se proporcionan equivalencias aproximadas en otros sistemas de color:
| Sistema de color | Blanco | Blanco      | Rojo | Rojo       |
| ---------------- | ------ | ----------- | ---- | ---------- |
| Pantone          |        | Safe        |      | 186c       |
| RGB              |        | 255-255-255 |      |            |
| CMYK             |        | 0-0-0-0-0   |      | 0-92-82-19 |
| RGB Hex.         |        | FFFFFF      |      | CE1126     |

### Escudo

Escudo de armas del Estado de Tlaxcala.

La bandera del Estado de Tlaxcala se describe en el artículo 10° del capítulo VI de la Ley de los Símbolos Oficiales del Estado de Tlaxcala, la cual describe las siguientes características:
La bandera de Tlaxcala contiene justo al centro al escudo del estado como un signo de cultura patriótica nacional y estatal que se sustenta en el orden público, jurídico y cívico del los tlaxcaltecas, que se reconoció a la Confederación de Tlaxcala por el imperio español como ciudad de indios con todos los privilegios de tierra y agua, a través de la cédula real dada al gobernador Diego Maxixcatzin, en el año de 1535.
La real provisión especifica las figuras y colores del escudo:

...el campo colorado y dentro de él un castillo de oro con puertas y ventanas azules, y encima del dicho castillo una bandera con un águila negra rampante en campo de oro; y por orla, en cada uno de los dos lados de ella, un ramo de palma verde, y en lo alto de la dicha orla tres letras que son una I, una K, una F, que son las primeras letras de nuestros nombres y del príncipe D Felipe, nuestro muy caro y muy amado nieto e hijo, y entre estas letras dos coronas de oro, y de la parte de abajo dos calaveras de hombres muertos y entre ellas dos huesos de hombres muertos atravesados a manera de aspa que vuelvan a color amarillo; la cual dicha orla tenga el color de plata según que aquí van figuradas y pintadas, las cuales dichas armas damos a la ciudad por sus armas ídem ya señaladas...

Los colores del escudo son los mismos colores de la bandera, que coinciden con los colores heráldicos del escudo del Reino de Juana I de Castilla, los cuales son gules y plata, en términos vexilológicos serían rojo encarnado y blanco. Son colores que identificaron desde tiempos pre virreinales a los tlaxcaltecas y representan a los chichimeca que fueron creados por Camaxtli. El rojo y el blanco remite al tiempo en que los tlaxcaltecas eran llamados teochichimeca y eran hábiles para la guerra. 

## Historia

El estandarte de armas del Reino de Castilla y León sirvió de inspiración para los colores de la bandera tlaxcalteca.

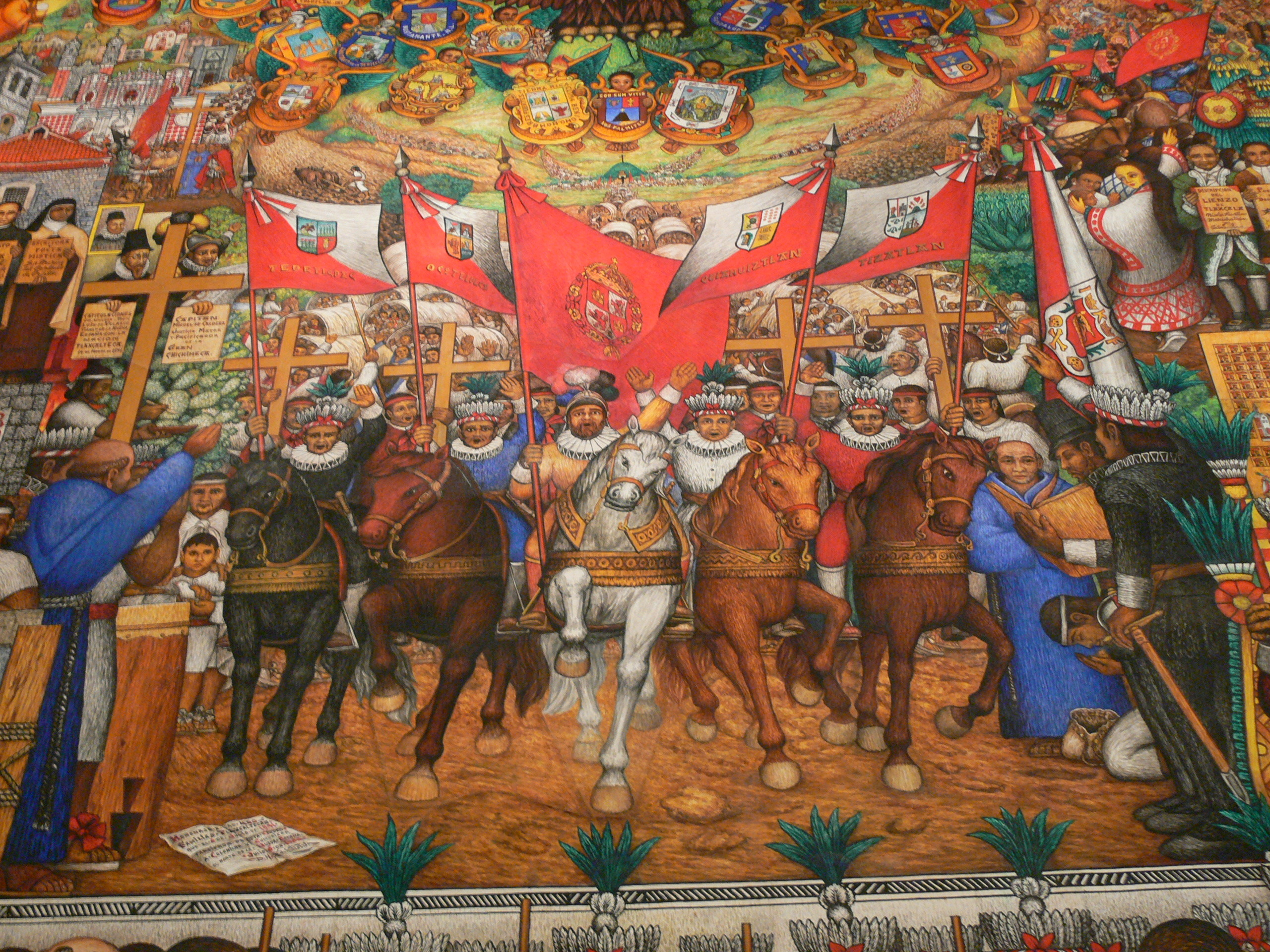
La Bandera de Tlaxcala fue pintada por Desiderio Hernández Xochitiotzin en el interior del palacio de gobierno.

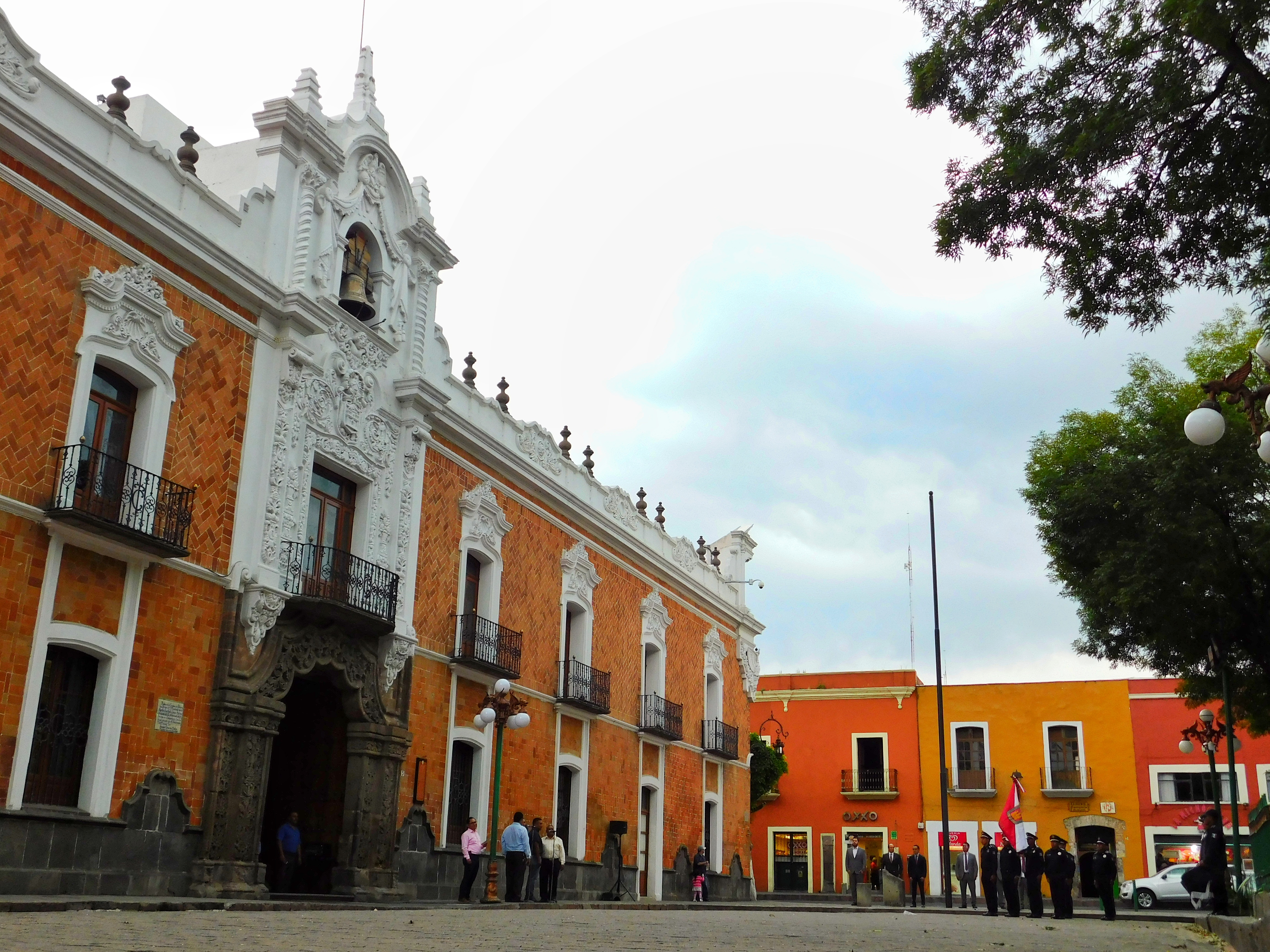
La Bandera de Tlaxcala en un acto oficial sobre la explanada del Palacio Municipal.

En 1981, por iniciativa del gobernador Tulio Hernández, el artista Desiderio Hernández Xochitiotzin diseñó la bandera del estado de Tlaxcala, que más tarde pintaría en el mural llamado El siglo de oro tlaxcalteca, plasmado sobre el muro central del cubo de las escaleras que conectan los dos niveles del edificio del Palacio de Gobierno. Los colores de la bandera tlaxcalteca, fueron retomados por el diseño de la bandera de Castilla y León, que son el gules y la plata, en honor al reinado de Carlos V, quien le diera la cédula real del escudo de armas a Tlaxcala usando los mismos colores, rojo y blanco. Años después, se comenzó a usar la bandera tlaxcalteca a través de lienzo sin tener un uso oficial en su momento.
La mayoría de las entidades federativas de México, no tienen una bandera estatal de uso oficial. La bandera del  estado de Jalisco fue la primera bandera estatal adoptada oficialmente el 2 de febrero de 2008. Posteriormente otros estados han adoptado banderas estatales de forma oficial, pero son pendones blancos con el escudo de la entidad al centro; siendo el caso de Durango, Baja California Sur, Guerrero, Querétaro y Quintana Roo. Después de los jaliscienses, los tlaxcaltecas adoptaron la segunda bandera estatal con diseño distinto a las banderas blancas de otros estados, a acepción de los yucatecos, quienes ya habían dado los primeros pasos en este contexto.
El 30 de octubre de 2011, en el cabildo del municipio de Tlaxcala de Xicohténcatl se reconoce la bandera de Tlaxcala como símbolo del estado y del municipio. Quedó así, registrado dentro del bando de policía y buen gobierno de la capital de esta entidad. Los dos últimos gobernadores tlaxcaltecas (ambos de distintos partidos políticos) han sido los principales promotores de la bandera de Tlaxcala como símbolo de la entidad, también esta bandera fue reconocida legalmente, en año 2011 por el congreso del estado. La población tlaxcalteca la utiliza discrecionalmente para manifestar su tlaxcaltequidad. En la ciudad de Tlaxcala de Xicohténcatl se conmemoraron actos oficiales del gobierno del estado donde aparece la bandera tlaxcalteca bajo uso y costumbre tanto por el gobernador del estado como por la población civil.
Finalmente, el gobierno del estado legisló una ley para oficializar el uso y diseño de la bandera del estado de Tlaxcala, fue adoptada el 30 de diciembre de 2016, a través de la Comisión de Educación, Cultura, Ciencia y Tecnología. Siendo Tlaxcala, la segunda entidad federativa, después de Jalisco, en adoptar una bandera estatal, distinta a la bandera nacional.
| Evolución de la Bandera de Tlaxcala |                 | |
| Años                                | Bandera Estatal | Información relevante |
| 1981 a 1998                         |                 | (3:5) La bandera de Tlaxcala fue pintada en el edificio del Palacio de Gobierno en Tlaxcala de Xicohténcatl por el pintor y artista pástico Desiderio Hernández Xochitiotzin.                  |
| 1998 a 2006                         |                 | (4:7) Se establece la segunda bandera estatal, sin reconocimiento legal pero ha sido usada en algunas ocasiones como emblema del estado.                                                       |
| 2006 a 2011                         |                 | (3:5) Se establece la tercera bandera estatal, sin reconocimiento legal ante el congreso pero usada en algunas ocasiones por el gobierno de Héctor Ortiz Ortiz.                                |
| 2016 a la actualidad                |                 | (3:5) Se establece la cuarta bandera estatal, con reconocimiento legal en el año 2016 y usada en algunas ocasiones por el gobierno de Mariano González Zarur, así como por la población civil. |

## Protocolo

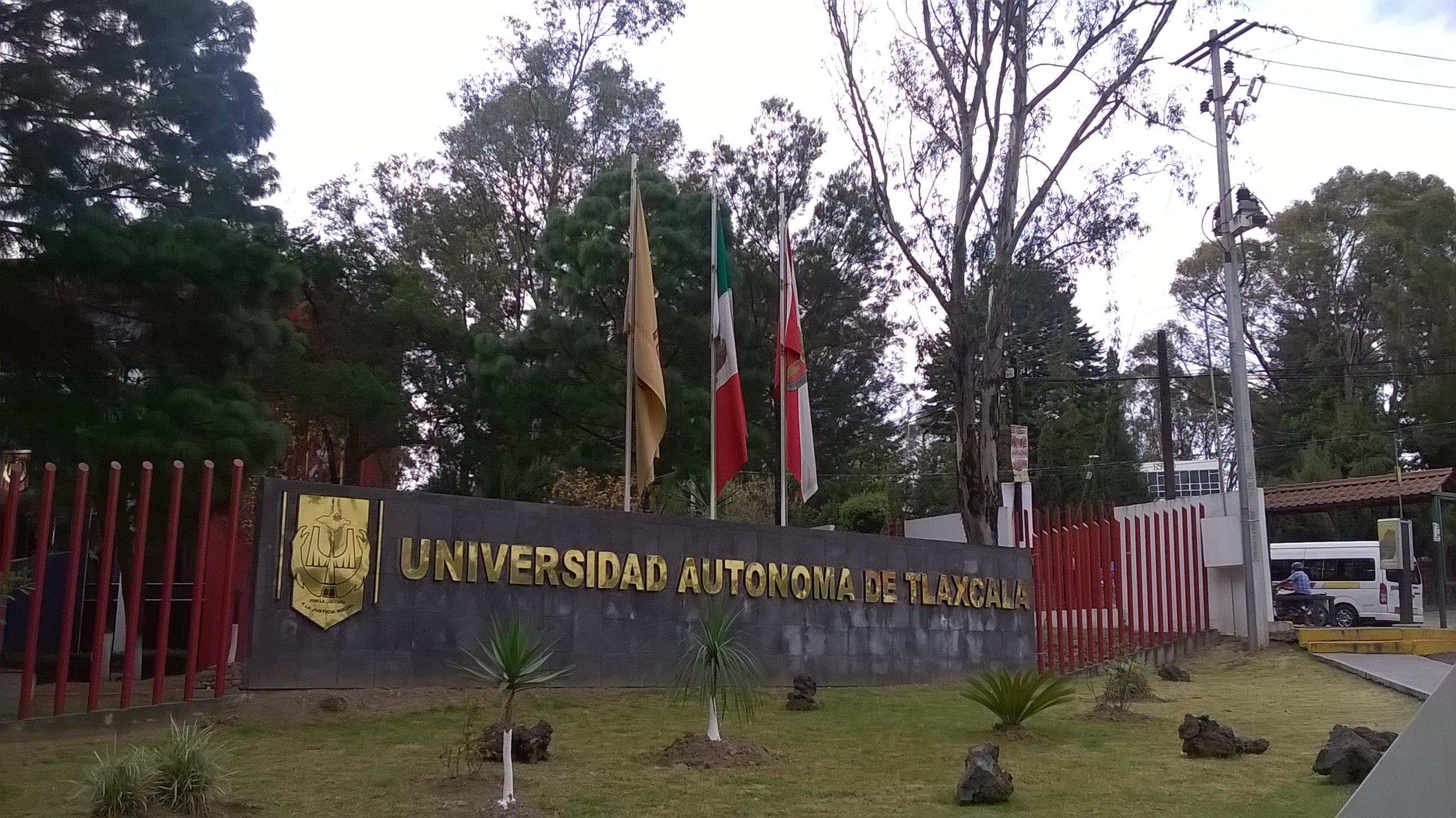
La Bandera de Tlaxcala, con la bandera nacional y la bandera de la Universidad Autónoma de Tlaxcala.

La Bandera de Tlaxcala con otras las banderas en el sitio turístico Val'Quirico.

El bando de policía y buen gobierno del municipio de Tlaxcala fue el primer órgano legal en reconocer legalmente la Bandera de Tlaxcala, la cual pasó a manos del gobierno del estado a través de la ley orgánica municipal.
El bando municipal de policía y buen gobierno de Tlaxcala reconoce la bandera como un símbolo:

...Artículo 29.- En el Municipio de Tlaxcala, son símbolos obligatorios la Bandera Nacional, la Bandera de Tlaxcala, el Himno Nacional, el Himno a Tlaxcala, Escudo Nacional así como el escudo del Municipio.

El 30 de diciembre de 2016, el H. Congreso del estado de Tlaxcala aprueba oficialmente el uso y diseño de la bandera estatal.

### Uso civil
La bandera del estado de Tlaxcala ha tenido una aceptación bastante considerable entre la población civil, esto se debe a los valores que representa la bandera tlaxcalteca, desde el origen colonial español a la actualidad. La bandera roja y blanca es un ícono de identidad tlaxcalteca dentro del territorio nacional y más allá de las fronteras mexicanas.
Este símbolo siempre debe ser impreso o duplicado con el escudo del estado para ser reconocido como la bandera tlaxcalteca, su uso está permitido en los eventos cívicos y deportivos del estado, así como enseña de la entidad federativa en edificios públicos y privados como hoteles, centros turísticos, comercios, comisarías ejidales, colegios y universidades.